# Xã Irvington, Quận Washington, Illinois
Xã Irvington (tiếng Anh: Irvington Township) là một xã thuộc quận Washington, tiểu bang Illinois, Hoa Kỳ. Năm 2010, dân số của xã này là 1.285 người.